# Jean Auclair
Pour les articles homonymes, voir Auclair.
Jean Auclair, né le 3 mai 1946 à Vigeville (Creuse), est un homme politique français.

## Biographie

### Débuts en politique
Éleveur à Cressat, négociant en bestiaux, Jean Auclair commence sa carrière politique à l'échelle municipale, en devenant maire de sa commune à l'âge de 30 ans. Il est ensuite réélu maire successivement à six reprises, et termine son dernier mandat en 2020.

### Député de la Creuse
Jean Auclair est élu député de la Creuse (2e circonscription) pour la première fois en 1993 face au sortant socialiste Gaston Rimareix, en devançant également le candidat officiel du RPR, le maire d'Aubusson Thierry Ratelade. Il est ensuite réélu en 1997, 2002 et 2007. Durant ses deux derniers mandats, il fait partie à l'Assemblée nationale du groupe UMP ; il était auparavant inscrit au groupe RPR, bien qu'élu la première fois sous l'étiquette divers droite. Il est en outre président de la fédération UMP de la Creuse depuis la création de celle-ci en 2002.
Jean Auclair est partisan du rétablissement de la peine de mort ; en avril 2004, il est cosignataire d'un projet de loi présenté par Richard Dell'Agnola visant à « rétablir la peine de mort pour les auteurs d’actes de terrorisme ».
Opposé à l'élu parisien chevènementiste Georges Sarre, originaire de la Creuse (Sarre est en effet né à Chénérailles), Jean Auclair est réélu député en juin 2007 au second tour de scrutin avec une confortable majorité.
Il est également secrétaire national de l'UMP chargé de l'Élevage[Quand ?]. En mai 2012, il dépose plainte contre X pour menaces de mort après avoir reçu une lettre anonyme lui promettant « le même sort que Yann Piat ».
Fortement menacé par la réduction de 2 à 1 du nombre de députés de la Creuse pour l'élection législative de 2012, Jean Auclair s'est associé à des propositions de loi visant à maintenir à 2 le nombre de députés de ce département d'environ 125 000 habitants. Il était candidat UMP dans l'unique circonscription de la Creuse les 10 et 17 juin 2012. Il a été battu par Michel Vergnier, le candidat du PS le 17 juin 2012.
Candidat aux élections sénatoriales de 2014, il arrive deuxième au premier tour de scrutin, mais échoue au second tour à la troisième place, alors que le département ne compte que deux sièges de sénateurs, dix-huit voix derrière le socialiste Éric Jeansannetas.
En 2022, il déclare sa candidature aux élections législatives sur le réseau social Tiktok, sans pour autant solliciter l'investiture de son parti. Cette candidature fait suite au renoncement d'un premier candidat LR, Cyril Victor. Confronté à une autre candidature dissidente de droite, celle de Catherine Defemme, il échoue à la troisième place au premier tour, avec 17,62 % des voix. Il appelle au second tour à voter contre le député sortant LREM Jean-Baptiste Moreau : en direct sur France 3 Limousin, il proclame « Tout sauf Moreau ! Tout sauf Moreau ! Tout sauf Moreau ! Les gens comprendront, ils feront ce qu'ils voudront. ». Deux ans plus tard, lors des élections législatives anticipées qui voient trois candidats se maintenir au second tour, Jean Auclair appelle la représentante de la droite Valérie Simonet à se désister au profit de l'extrême-droite, pour éviter la reconduction de la sortante LFI, proclamant cette fois « Tout sauf Couturier ».

### Engagement régional et départemental
De 1989 à 2015, Jean Auclair siège au conseil général de la Creuse, élu dans le canton d'Ahun.
Tête de liste départementale creusoise de l'UMP aux élections régionales de 2010, il signe le meilleur score de la droite en Limousin, et remplace la tête de liste régionale Raymond Archer à l'élection du président, remportée sans surprise par Jean-Paul Denanot, mais démissionne de son poste de conseiller régional le 12 avril, frappé par le cumul des mandats.
En 2020, il envisage de se présenter à la mairie d'Aubusson, puis y renonce pour des raisons judiciaires.
Lors des élections départementales de 2021, il se présente contre le binôme officiellement investi par Les Républicains dans le canton d'Évaux-les-Bains, mais s'incline avec 35,00 % des voix.

## Controverses
En 2011, SOS Racisme porte plainte contre lui pour ses commentaires des propos du ministre Claude Guéant « Quand on s'appelle Mohamed, on n'est pas français ? », le député avait répondu : « Si, il y en a, mais ce n'est pas tout à fait pareil parce que ça se remarque plus facilement . »
En 2017, Jean Auclair est condamné à deux mois de prison ferme et 6 000 euros d'amende pour outrage envers le vétérinaire de l'abattoir d'Égletons, en Corrèze.
Fin 2019, Jean Auclair est mis en cause avec son fils, dans la gestion de leurs exploitations agricoles de commerce de bétail. 17 infractions lui valent une mise en examen. Lui sont principalement reprochés des défauts de vaccination sur des veaux expédiés en Espagne. Cette mise en cause judiciaire le pousse à renoncer à sa candidature à la mairie d'Aubusson.
En 2022, il saisit le tribunal de Limoges pour attaquer en justice l'ancien député Jean-Baptiste Moreau, qui avait estimé que la place de Jean Auclair était « en prison ».

## Détail des mandats

### Mandat parlementaire
Député
- De 02/04/1993 à juin 2012 : député de la deuxième circonscription de la Creuse

### Mandats locaux
Conseil municipal
- 27/03/1977 - 13/06/2020 : maire de Cressat

Conseil général
- 10/09/1989 - 29/03/2015 : conseiller général de la Creuse, élu dans le canton d'Ahun

Conseil régional
- 21/03/2010 - 12/04/2010 : conseiller régional du Limousin